# Балыкши (Курмангазинский район)
Балыкши (каз. Балықшы, до 2007 г. — Ремба́за) — село в Курмангазинском районе Атырауской области Казахстана. Входит в состав Коптогайского сельского округа. Код КАТО — 234651400.

## Население
В 1999 году население села составляло 522 человека (278 мужчин и 244 женщины). По данным переписи 2009 года, в селе проживало 450 человек (257 мужчин и 193 женщины).